# Molotov (groupe)
Pour les articles homonymes, voir Molotov (homonymie).
Molotov est un groupe de rock mexicain, originaire de Mexico. Il est formé en 1995 et composé de « Micky » Huidobro, Ismael Fuentes de Garay, Randy Ebright et Paco Ayala.
Leur premier album, ¿Dónde jugarán las niñas? (1997), compte un million d'exemplaires vendus. Il est élu l'un des meilleurs albums de l'année 1997 aux États-Unis, et le style musical du groupe est comparé à celui des Beastie Boys, Rage Against the Machine et Red Hot Chili Peppers. Après avoir sorti plusieurs albums, ils sortent Agua maldita en 2014. La majeure partie de leurs morceaux traitent de sujets politiques parfois satiriques,.
La popularité du groupe s'étend dans toute l'Amérique du Sud, jusqu'en Europe. Au total, ils comptent plus de quatre millions d'exemplaires vendus dans le monde.

## Biographie

### Débuts (1990-1996)
Tout commence en 1991, « Micky » Huidobro, qui joue de la basse à La Candelaria, un groupe formé la même année, composé de Ismael « Tito » Fuentes, Jay de la Cueva et Iván « La Quesadillera » Moreno ; Huidobro forme Molotov en septembre 1995. Dès octobre 1995, le batteur, La Quesadillera, quitte le groupe et est remplacé par Randi Ebright, suivi de Juan Francisco Ayala qui se substitue à Javier de la Cueva en février 1996.
Ils donnent, à cette période, quelques concerts à Mexico aux côtés d'autres groupes comme Héroes del Silencio, La Lupita et La Cuca, ce qui mènera à les faire signer avec le label Universal Music pour un premier album.

### ¿Dónde jugarán las niñas?(1997-1998)
Un an plus tard, en février 1997 commence le début d'enregistrement de leur premier album ¿Dónde jugarán las niñas?. L'album fait participer Gustavo Santaolalla et Anibal Kerpel, à la guitare et aux percussions et aux claviers, respectivement. L'album sort en juillet 1997.
Les critiques tels qu'AllMusic comparent Molotov notamment à des groupes comme les Beastie Boys et Rage Against the Machine. Dans sa critique, Stephen Thomas Erlewine prône le style distinct de l'album, bien qu'il soit un brin provocateur. Des morceaux tels que Gimme the Power et Que no te haga bobo Jacobo comportent des paroles socialement controversées, surtout pour et envers l'État mexicain. Sa sortie est tellement controversée que les distributeurs refusent de le vendre : les paroles mélangent politique, sexe et insultes, ce qui les a poussés à s'exiler du Mexique pour se réfugier en Espagne. Molotov sort dans la rue pour vendre son disque et ainsi protester contre la censure que le groupe subit.
Le succès arrive rapidement, les tournées s'enchainent et dès janvier 1998, Molotov est nommé pour un Grammy international, comme « meilleure interprétation de rock alternatif latino ». Ils comptent même 400 000 exemplaires vendus au Mexique entre 1997 et 1998. Vers l'an 2000, ses ventes excèdent le million d'exemplaires vendus. Rapidement, Molotov commence à jouer aux États-Unis (où il est certifié disque de platine), et dans certains territoires sud-américains comme le Chili, et l'Argentine, ainsi que l'Espagne ; Ils jouent leur dernier concert en octobre 1998 au Surco Fest Concert. L'album est aussi édité dans d'autres pays tels que l'Allemagne, la Suisse, le Japon, l'Australie et Israel.
Le nom du disque ¿Dónde jugarán las niñas? (« Où peuvent bien jouer les petites filles ? ») est une parodie du disque de Maná, ¿Dónde jugarán los niños? (« Où peuvent bien jouer les petits garçons? »). La jaquette du disque montre une photo d'une fille en jupe débarquant d'une voiture avec sa culotte à moitié descendue. Le motif de la jupe se reconnait facilement, car il provient de l'uniforme imposé par le système public de l'éducation mexicaine, laissant supposer que la jeune fille est encore mineure.

### Apocalypshit(1999-2001)
Ils connaissent le succès au Mexique, Argentine, Colombie, Chili, États-Unis, et même dans des contrées plus lointaines comme l'Allemagne, la Suisse, le Japon, l'Australie ou encore Israël. Leur compilation de remixes intitulée Molomix, sort en novembre 1998. Il rassemble des reprises telles que Bohemian Rhapsody de Queen sous le titre de Rap, soda y bohemia,. Plus tard, ils joueront même avec des groupes à notoriété internationale comme Deftones, R.E.M. et Metallica.
En avril 1999, ils enregistrent leur album studio Apocalypshit, aux côtés du producteur Mario Caldato Jr. (Hello Nasty des Beastie Boys),. L'album est publié en septembre la même année. John Bush, d'AllMusic, le considère comme « une excellente aventure à travers le grunge metal ». De par ses chiffres de ventes, il est certifié double disque d'or et de platine au Mexique. Sa popularité se reflète encore plus à l'international comme aux États-Unis et en Russie. Il atteint la 32e place des Top Latin Albums la même année.

### Dance and Dense Denso(2002-2005)
Entre juin et septembre 2002, les Molotov se donnent rendez-vous en studio pour enregistrer leur album suivant Dance and Dense Denso, d'où provient le single Frijolero, ainsi que Jit Me, aux paroles engagées politiquement, critiquant la politique anti-immigration des États-Unis ou la corruption du système politique mexicain. Ils participent à la première cérémonie des Los Premios MTV Latinoamérica retransmise sur MTV. En février de l'année suivante, ils sortent Dance and Dense Denso. Plus tard, ils partent en tournée en Allemagne, en Suisse et en Espagne, dont le dernier concert se joue au festival Festimad. L'album est certifié disque d'or au Mexique en 2004.
En octobre 2004 sort leur album Con Todo Respeto, qui contient exclusivement des reprises dans différents styles, allant de la salsa au punk, comme le démontre la chanson Me Convierto en Marciano. Une nouvelle édition de l'album sortira par la suite. Comme pour ses prédécesseurs, Con todo respeto est certifié disque d'or au Mexique.

### Eternamiente(2006-2011)

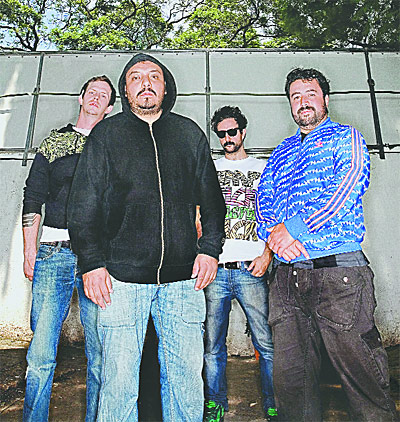
Molotov en 2008.

Le 12 janvier 2007, un des membres du groupe annonce la fin du groupe et donc leur séparation, pour des raisons économiques et des divergences créatives.
Le contrat avec leur maison de disques stipule tout de même qu'un dernier disque devrait être enregistré ainsi qu'un disque live. Le groupe souhaite donner un concert gratuit pour leur dernière représentation. En réalité, cette séparation s'est avérée être un coup médiatique pour publiciser l'album Eternamiente.

### Derniers albums (depuis 2012)
En mai 2012 sort l'album Desde Rusia con amor, album live accompagné d'un DVD qui comprend leur tournée en Russie en 2010.
La même année, un documentaire intitulé Gimme the Power, réalisé par Olallo Rubio, sort, et documente l'histoire du Mexique à la période durant laquelle il était gouverné par le Partido Revolucionario Institucional, en parallèle à l'existence de Molotov et à la situation politique retracée jusqu'aux élections fédérales de 2012
En février 2014, Molotov annonce la sortie de l'album Agua maldita, et celle de Animo delincuencia pour sa promotion. Il sort en juin la même année.

## Membres
- Ismael Fuentes de Garay (Tito) - guitare, basse, chant
- Miguel Ángel Huidobro Preciado (Micky) - basse, batterie, guitare, chant
- Juan Francisco Ayala Gonzalez (Paco) - basse, guitare, batterie, chant
- Randy Ebright (Gringo Loco) - batterie, guitare, chant

## Discographie

### Albums studio
- 1997 : ¿Dónde jugarán las niñas? (es) (Universal Music)| 1.    | Que no te haga bobo Jacobo                     | 3:23 |
| 2.    | Molotov Cocktail Party                         | 3:34 |
| 3.    | Voto latino                                    | 2:58 |
| 4.    | Chinga tu madre                                | 3:18 |
| 5.    | Gimme The Power                                | 4:10 |
| 6.    | Mátate Teté                                    | 4:31 |
| 7.    | Más vale cholo                                 | 4:45 |
| 8.    | Use It or Lose It                              | 4:22 |
| 9.    | Puto                                           | 2:07 |
| 10.   | ¿Por qué no te haces para allá?... al más allá | 4:47 |
| 11.   | Cerdo                                          | 2:48 |
| 12.   | Quítate que ma'sturbas (Perra arrabalera)      | 3:55 |
| 44:38 |                                                |      |
- 1999 : Apocalypshit (es) (Universal Music)| 1.    | No Manches Mi Vida | 3:30 |
| 2.    | Karmara            | 3:42 |
| 3.    | Polkas Palabras    | 3:22 |
| 4.    | Step Off           | 3:23 |
| 5.    | Apocalypshit       | 4:05 |
| 6.    | Ñero               | 3:36 |
| 7.    | Kuleka's Choice    | 4:06 |
| 8.    | Rastaman-dita      | 3:49 |
| 9.    | Parásito           | 3:36 |
| 10.   | Undertow           | 3:29 |
| 11.   | Exorsimio          | 3:57 |
| 12.   | Let It Roll        | 3:56 |
| 13.   | El Mundo           | 7:08 |
| 51:43 |                    |      |
- 2003 : Dance and dense denso (es) (Universal)| 1.    | Dance and Dense Denso          | 1:52 |
| 2.    | Here We Kum                    | 4:14 |
| 3.    | Chandwich a la Chichona        | 3:29 |
| 4.    | No Me Da Mi Navidad (Punketon) | 4:38 |
| 5.    | Noko                           | 3:30 |
| 6.    | Frijolero                      | 3:30 |
| 7.    | E. Charles White               | 3:38 |
| 8.    | Queremos Pastel                | 3:12 |
| 9.    | I'm the One                    | 3:20 |
| 10.   | Nostradamus Mucho              | 2:25 |
| 11.   | Hit Me                         | 4:16 |
| 38:08 |                                |      |

### Albums live
- 2012 : Desde Rusia con amor (es)
- 2018 : MTV Unplugged: El Desconecte (es)

### Autres albums
- 1998 : Molomix (es) (remixes)
- 2004 : Con todo respeto (es) (reprises)
- 2005 : Con Todo Respeto Special Edition (reprises)

## Prix
- Double disque de platine en Espagne pour ¿Dónde jugarán las niñas?
- Quadruple disque d'or au Mexique pour ¿Dónde jugarán las niñas?
- Disque d'or en Argentine et Colombie pour ¿Dónde jugarán las niñas?
- Platine au Chili et États-Unis pour ¿Dónde jugarán las niñas?
- Latin Grammy Awards pour la “meilleure vidéo musicale”, pour Frijolero.